# Abdus Sattar
Abdus Sattar, bangladeški politik, * 1906, †  5. oktober, 1985  Daka.
Sattar je bil predsednik Bangladeša med letoma 1981 in 1982.